# Bianca Arango
Bianca Arango (Nueva Jersey, 16 de marzo de 1978) es una actriz, modelo y presentadora colombiana.

## Biografía
Arango nació en Nueva Jersey en 1978 y se radicó definitivamente en Colombia en 1982. Incursionó en el mundo del modelaje a los 16 años, realizando varias campañas publicitarias especialmente para marcas de prendas de vestir.
Su primera participación en la televisión colombiana ocurrió en la telenovela Isabel me la veló en el año 2001, donde interpretó el papel de Ana Guerrero. Por su desempeño en esta producción recibió una nominación a los Premios TV y Novelas en la categoría Mejor Actriz Revelación. Tres años después concursó en el programa de telerrealidad La isla de los famosos e interpretó el papel de Katia en Luna, la heredera. Para entonces el rostro de Arango era muy popular en la televisión colombiana, integrando el reparto de otras producciones en la década de 2000 como Los Reyes, El último matrimonio feliz, Amor, mentiras y vídeo y La traición.
En la década de 2010 participó en otras producciones para televisión como Los caballeros las prefieren brutas, El clon, Hilos de amor y Tres milagros.

## Filmografía destacada

### Cine
- 2011 - 200 kms/h (documental)

### Televisión
- 2011-2012 - Tres Milagros
- 2010-2011 - Hilos de amor
- 2010 - El Clon
- 2010 - Los caballeros las prefieren brutas
- 2009 - Amor, mentiras y video
- 2008 - La traición
- 2008-2009 - El último matrimonio feliz
- 2007 - Zona rosa
- 2006 - Decisiones
- 2006 - Merlina, mujer divina
- 2005-2006 - El pasado no perdona
- 2005-2006 - Los Reyes
- 2004-2005 - Luna, la heredera
- 2001-2002 - Isabel me la veló